# Allraheligaste Guds Moders bebådelses kyrka, Zhelnino
Allraheligaste Guds Moders bebådelses kyrka (ryska: Церковь Благовещения Пресвятой Богородицы) är en rysk-ortodox kyrkobyggnad belägen i byn Zhelnino i staden Dzerzjinsk, i Nizjnij Novgorod oblast i västra europeiska Ryssland.
Kyrkan är helgad åt Bebådelsen och tillhör Nizjnij Novgorods stift.

## Historik
Allraheligaste Guds Moders bebådelses kyrka i Zhelnino byggdes år 1878 och den invigdes 1879. Kyrkan byggdes av köpmannen Stepan Petrovich Solin.
1937 stängdes kyrkan.
1988 beslutade styrelsen för den lokala församlingen att öppna kyrkan igen.
Sommaren 1990 började en grupp personer från Sankt Petersburg att restaurera kyrkans interiör som leddes av konstnären Oleg Julievich Pedajas. Idag (2025) hålls gudstjänster regelbundet i kyrkan.

## Interiör
Inne i kyrkan finns tre altare, som är helgade åt Sankt Nikolaus av Myra, Bebådelsen och ärkeängeln Mikael.

## Bilder

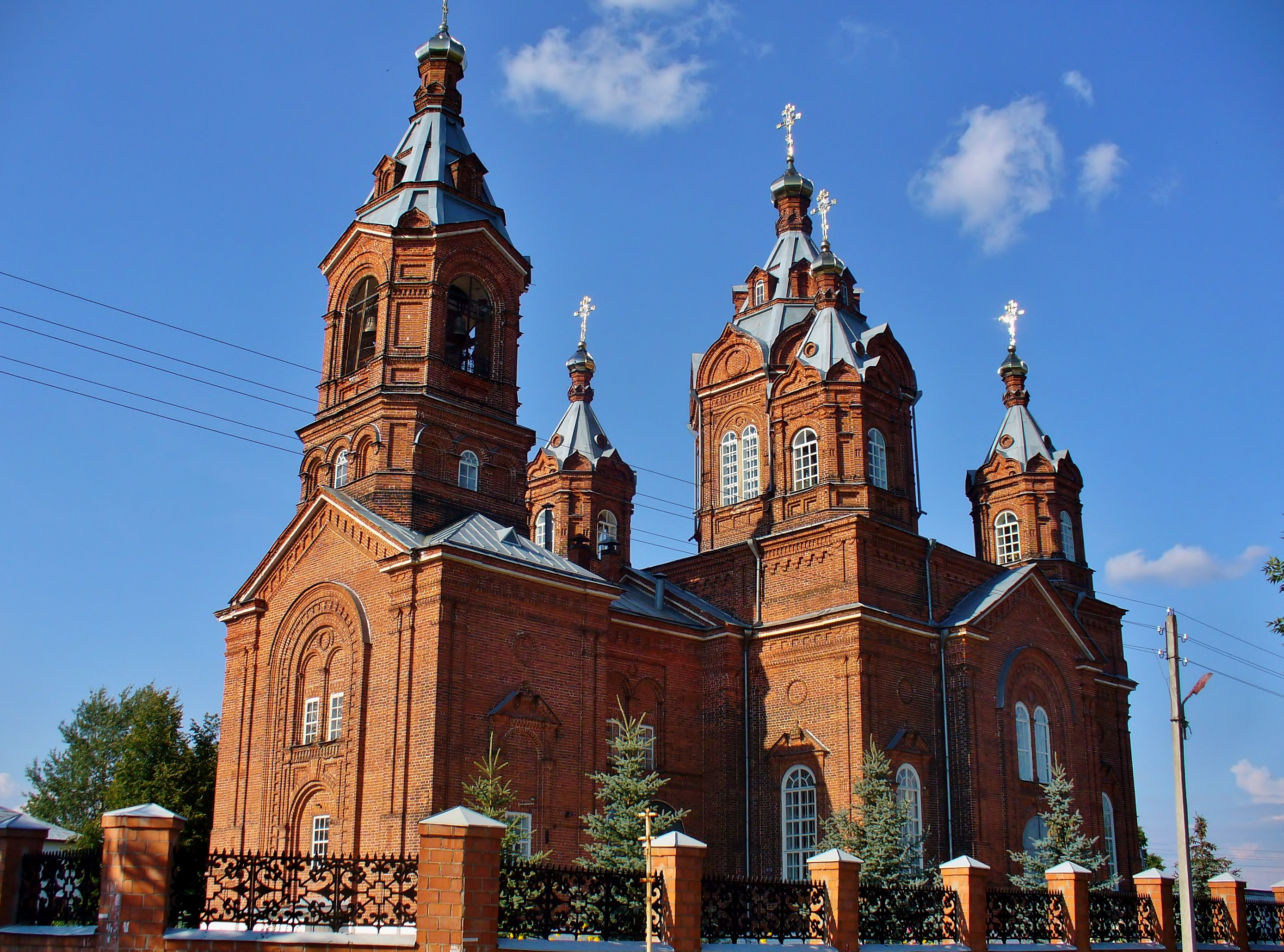
Kyrkans framsida.